# Argeremazus neuquen
Argeremazus neuquen är en skalbaggsart som beskrevs av Zdzisława Stebnicka och Dellacasa 2003. Argeremazus neuquen ingår i släktet Argeremazus och familjen Aegialiidae. Inga underarter finns listade.